# Chamäleon-Komplex

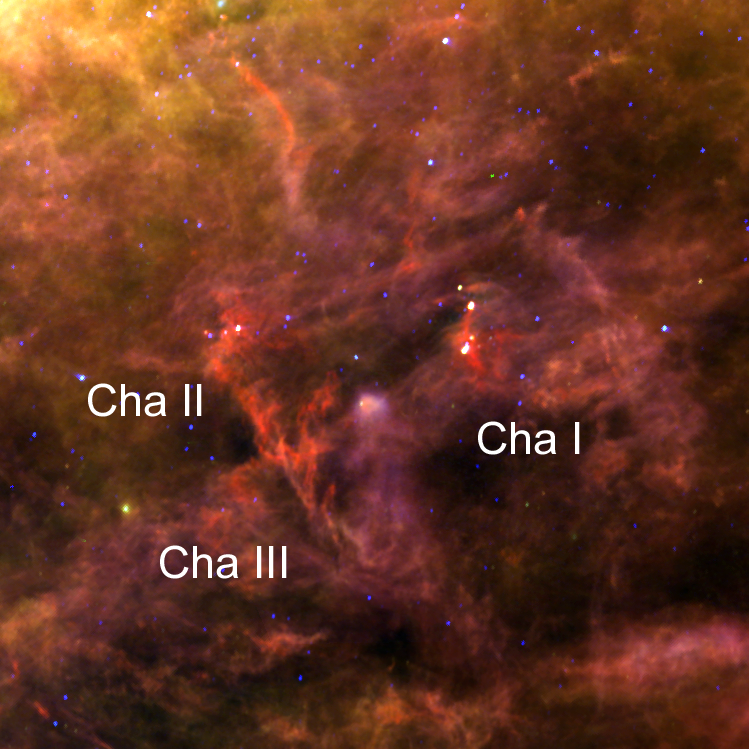
Infrarot-Aufnahme der Dunkelwolke Chamaeleon I, II and III sowie des Dark Doodad Nebula (rote Filament oben) mithilfe des Satellitenobservatorium IRAS. Die im sichtbaren Spektrum dunkel erscheinenden Wolken treten im Infrarot aufgrund ihrer Wärmestrahlung hervor.

Der Chamäleon-Molekülwolkenkomplex oder Chamäleon-Komplex ist ein großes Sternentstehungsgebiet(SFR) am Rand der Lokalen Blase, das die Dunkelwolken Chamaeleon I, Chamaeleon II, und Chamaeleon III beinhaltet. Es überdeckt nahezu das gesamte Sternbild Chamäleon und erstreckt sich zudem in die Sternbilder Apus, Musca, Carina and Octans.

## Dunkelwolke Chamaeleon I
Die Chamaeleon I (Cha I) Wolke ist eine der nahegelegensten aktiven Sternentstehungsgebiete mit einer Entfernung von etwa 160 pc. Sie ist vergleichsweise isoliert von anderen Sternentstehungsgebieten und umfasst etwa 200–300 Sterne. Cha I kann in einen nördlichen und einen südlichen Teil untergliedert werden, die Sternentstehung im südlichen Teil begann vor 3–4 Myrs, im nördlichen vor 5–6 Myr. Das median Alter der Sterne beträgt 1–2 Myr. Im nördlichen Teil ließen sich anhand der Röntgenemssion eine Reihe von Sternen ermitteln, die noch nicht die Hauptreihe erreicht haben; insgesamt fand man 70–90 Röntgenqulellen die Cha I zugeordentwerden konnten. Eine Durchmusterung der Sterne in Chamaeleon I mithilfe des Instruments SPHERE am 8 Meter durchmessenden Very Large Telescope zeigte, das 13 von 20 eine Protoplanetare Scheibe aufweisen.
Eine Besonderheit ist der junge Stern HD 97300, der den Reflexionsnebel IC 2631/Ced112 beleuchtet. Der Stern weist eine intensive Infrarotstrahlung auf, die vermutlich von einer Protoplanetaren Scheibe stammt, und zählt mit 2 Sonnenmassen zu den schwersten Sternen von Cha I, es handelt sich um einen Herbig-Ae/Be-Stern. Eine starkte, an seiner Position verortete Röngtenquelle wird einem anderweitig bisher nicht nachgewiesenen, nahen Begleitstern zugeschrieben.

Die Dunkelwolke Chamaeleon I aufgenommen mithilfe des 4 Meter durchmessenden Víctor M. Blanco Telescope
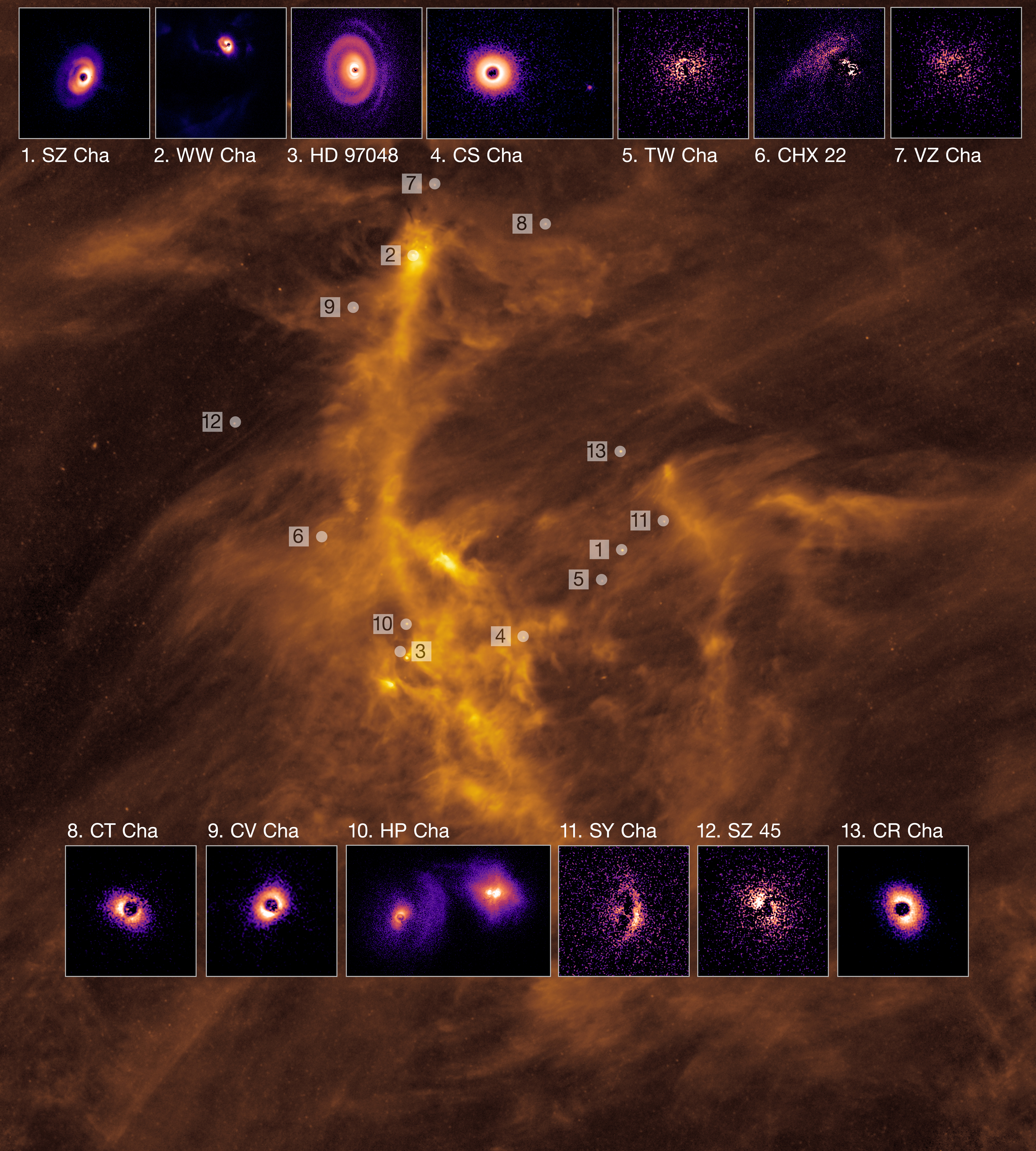
Chamaeleon I im fernen Infrarot erfasst durch das Herschel-Weltraumteleskop. Hinzugefügt sind die Protoplanetaren Scheiben, welche mit dem Instrument SPHERE am 8 Meter durchmessenden Very Large Telescope abgebildet wurden.
Aufnahme des den Stern HD 97300 umgebenden Reflexionsnebels IC 2631 mithilfe des MPG/ESO-2,2-m-Teleskops
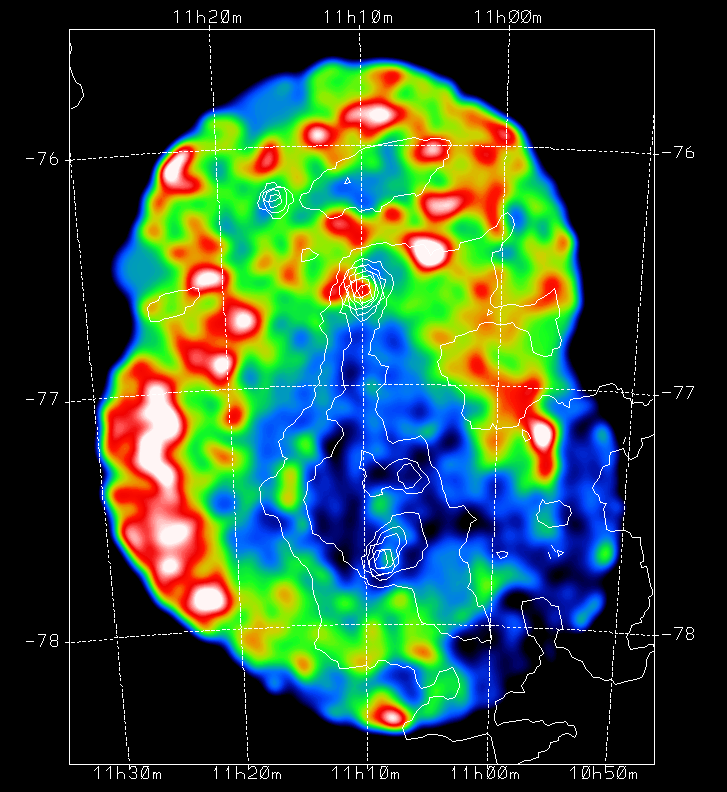
Die Röntgenstrahlung von Cha I von 500 eV bis 1100 eV, erfasst mit dem Satellitenobservatorium ROSAT, dargestellt als Falschfarbenbild. Überlagert die Kontour der 100 μm Strahlung des Staubs, erfasst von dem  Satelliten IRAS.
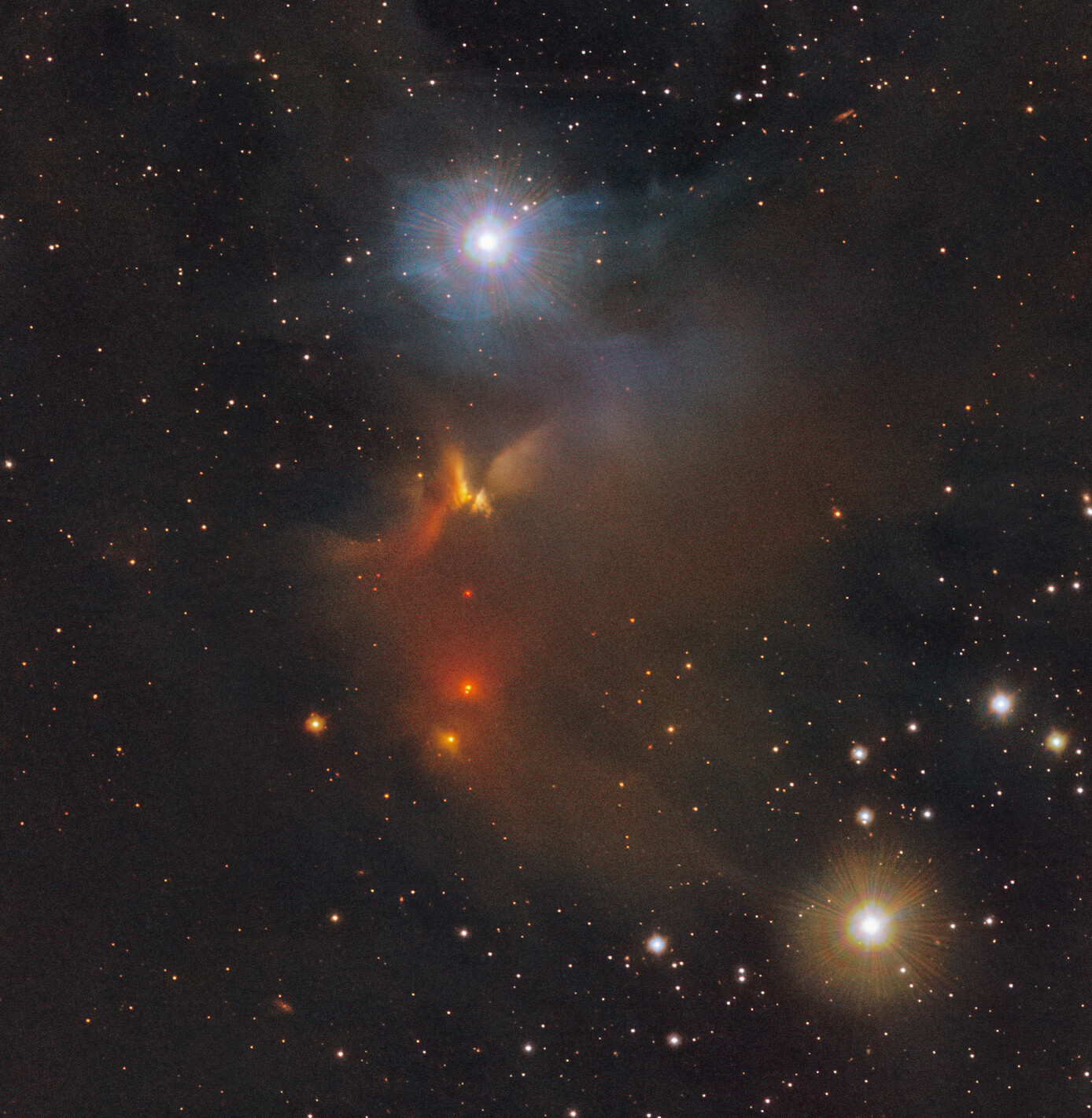
Infrarotaufnahme mithilfe des 4 Meter durchmessenden Teleskops  VISTA des Mittenbereichs von Cha I. Zu sehen sind Ass Cha T 2-21 (oben) und Ced 110 IRS 4 (mittig)
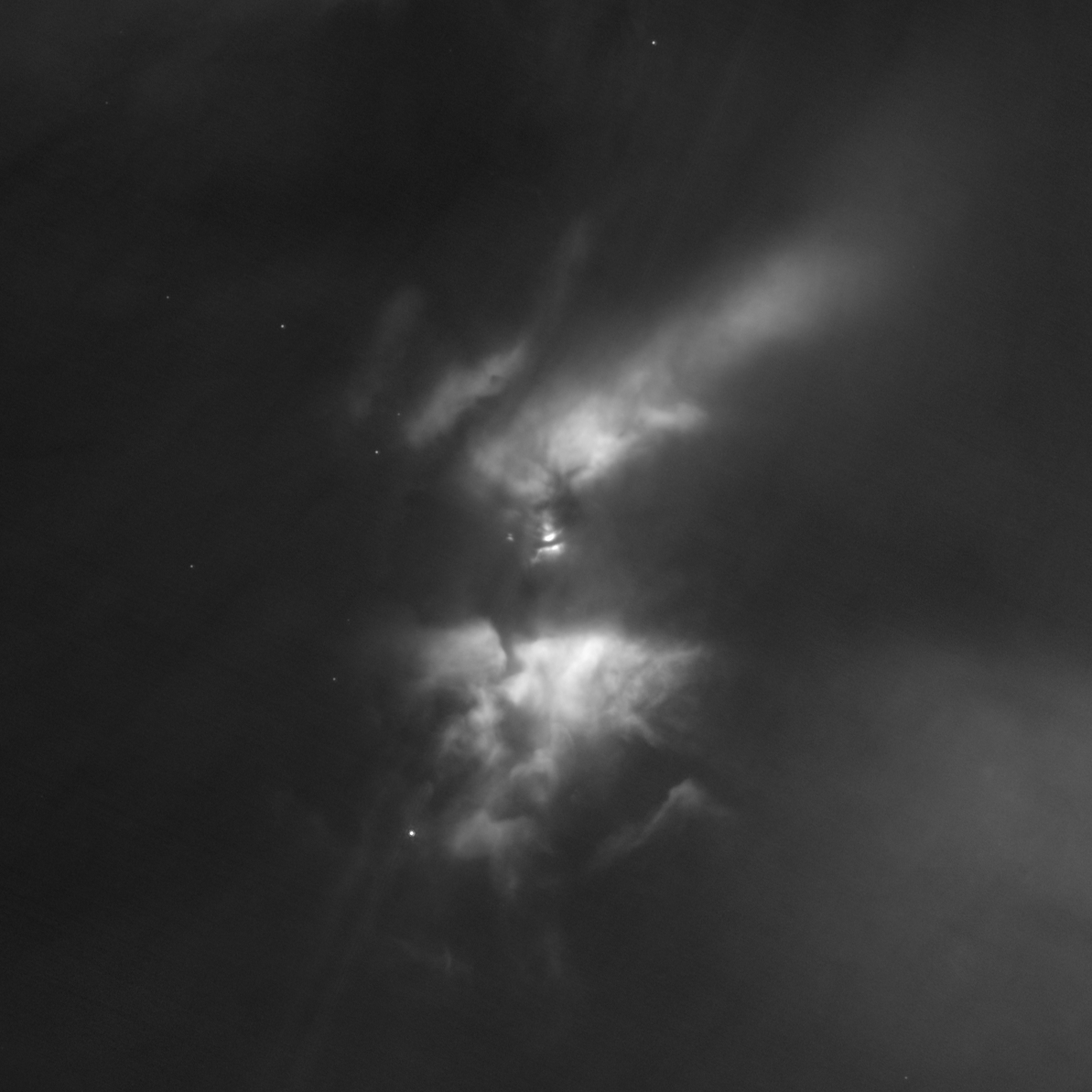
Detaillierte Aufnahme der Protoplanetaren Scheiben von Ced 110 IRS4 (mittig) und des umgebenden Nebel mithilfe des James-Webb-Weltraumteleskops
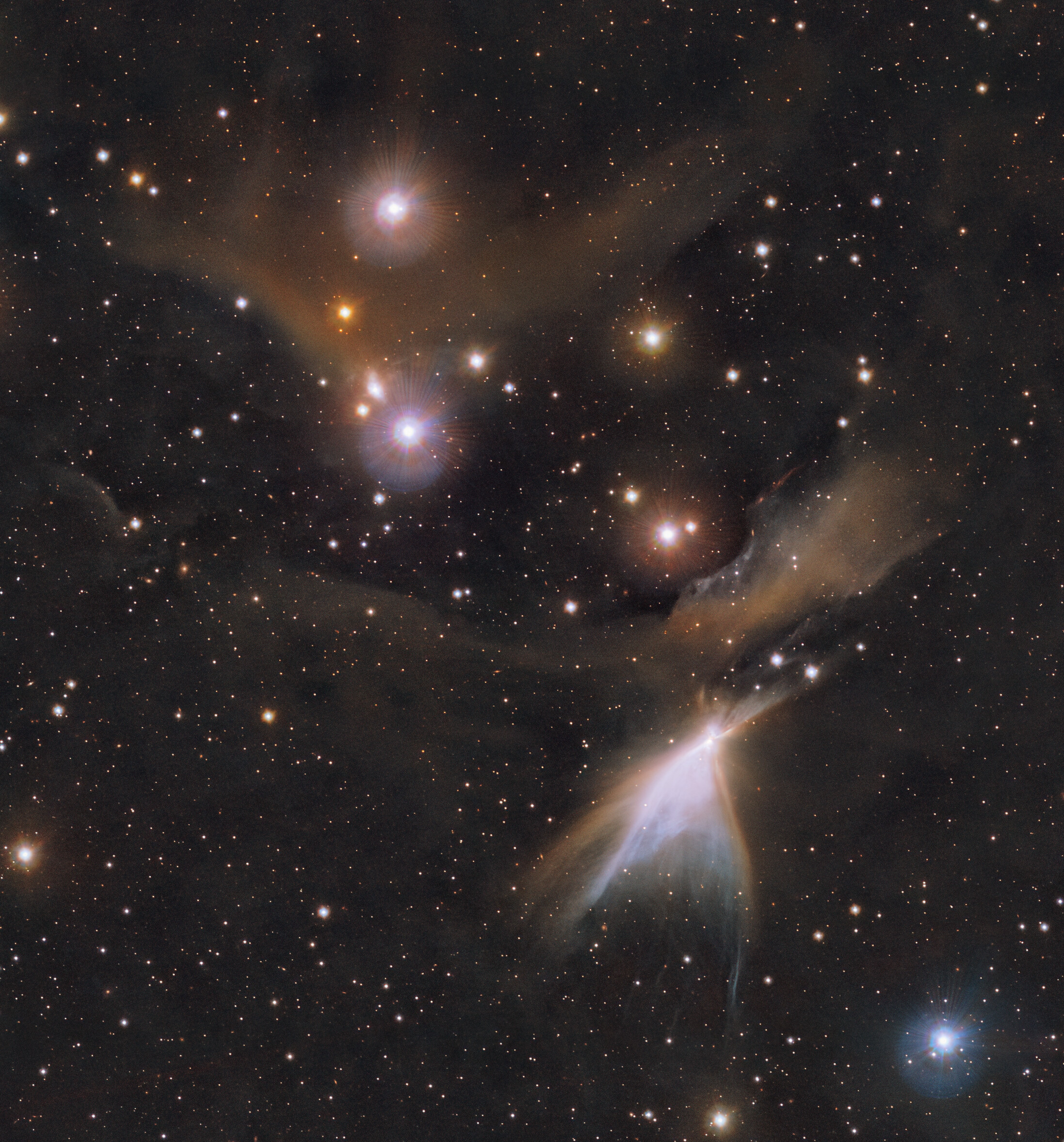
Infrarotaufnahme mithilfe Teleskops  VISTA des südlichen Bereihs von Cha I, umfaasend HD 97048, DI Chamaeleontis (beide oben links) und Cha IRN (heller Nebel unten rechts)
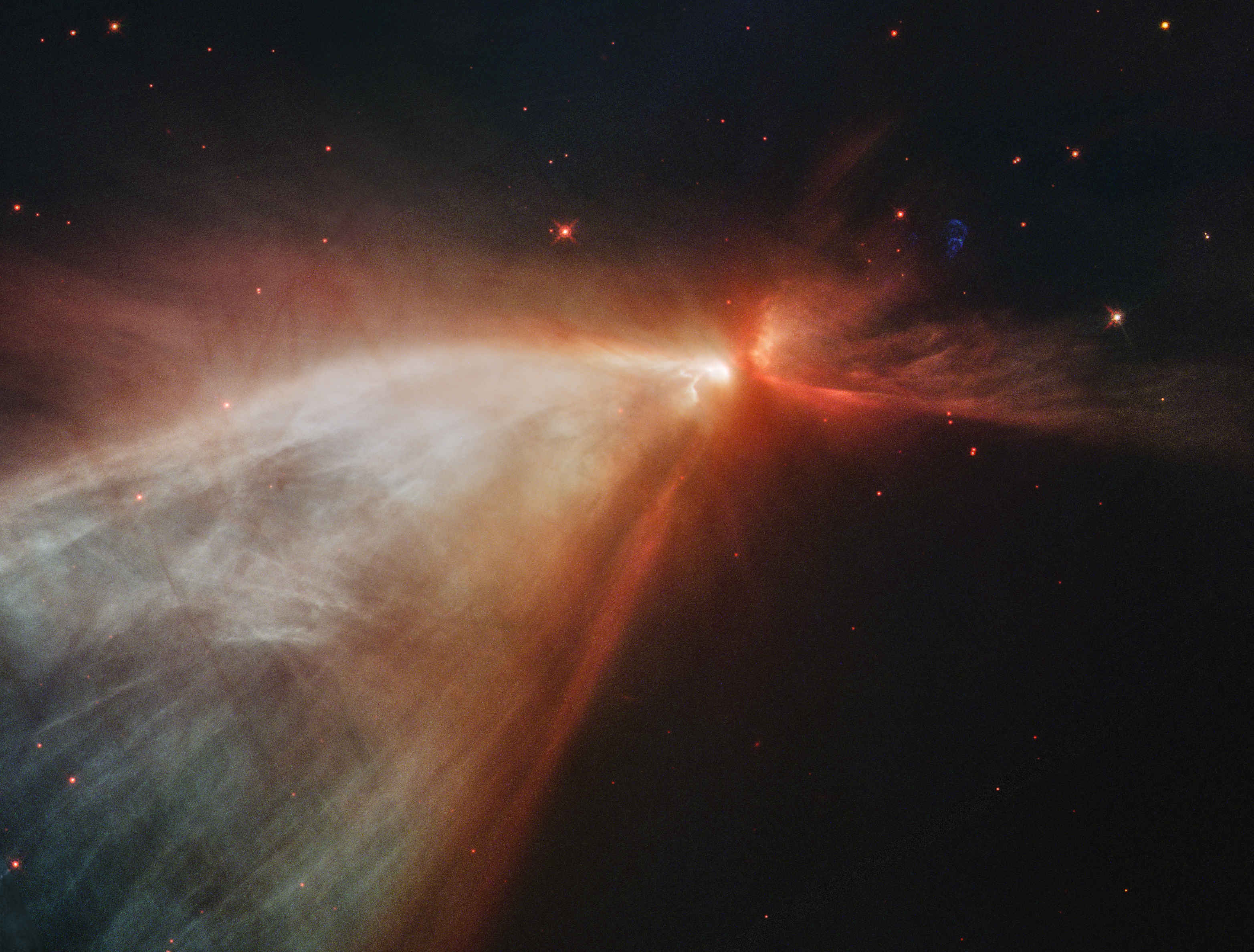
Details des jungen Sterns Cha IRN mit HH909A aufgenommen mithilfe des Hubble-Weltraumteleskops
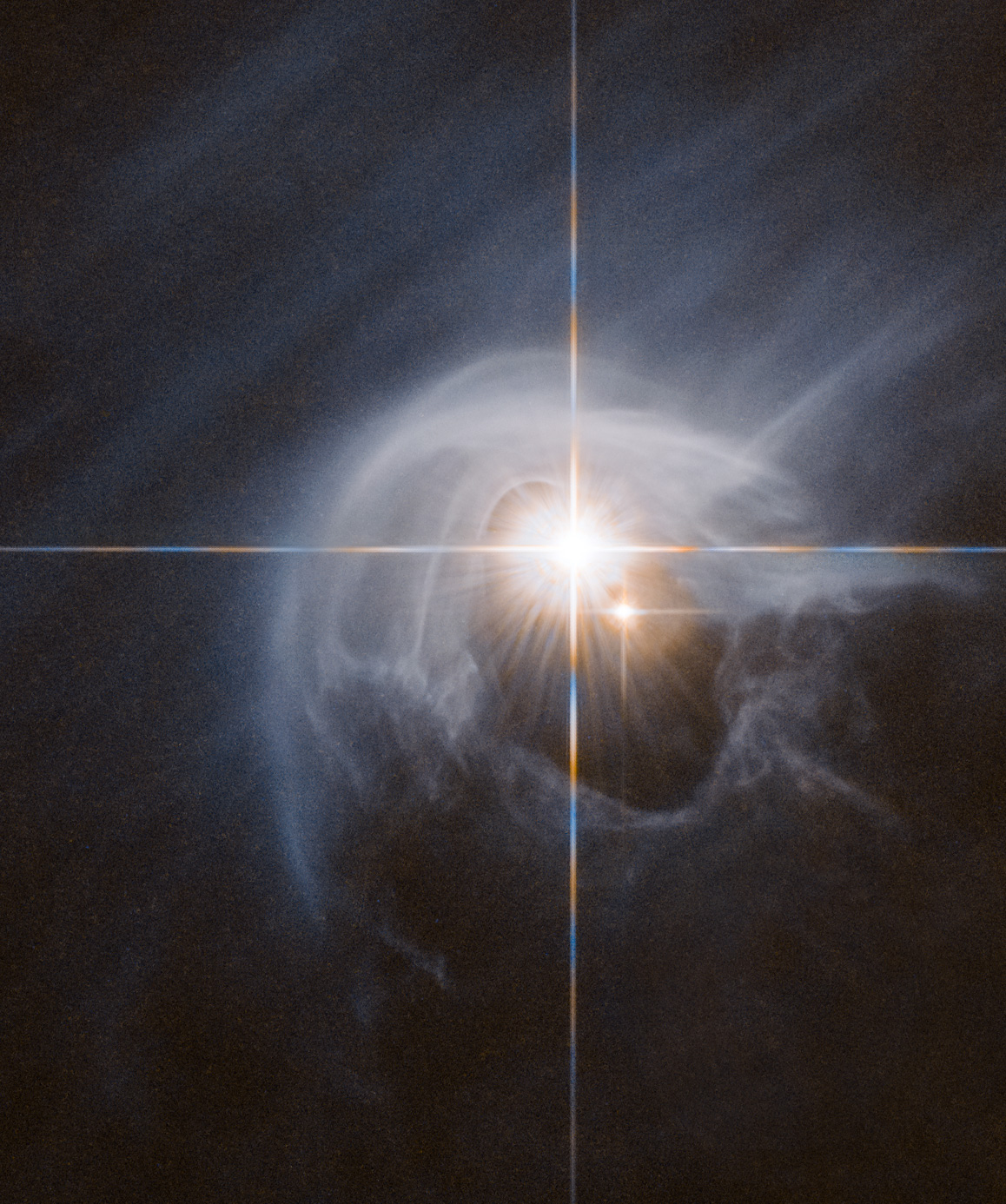
Der Nebel um das Mehrfachsternsystem DI Chamaeleontis in Cha I[5] aufgenommen mit dem Hubble-Weltraumteleskop

## Dunkelwolke Chamaeleon II

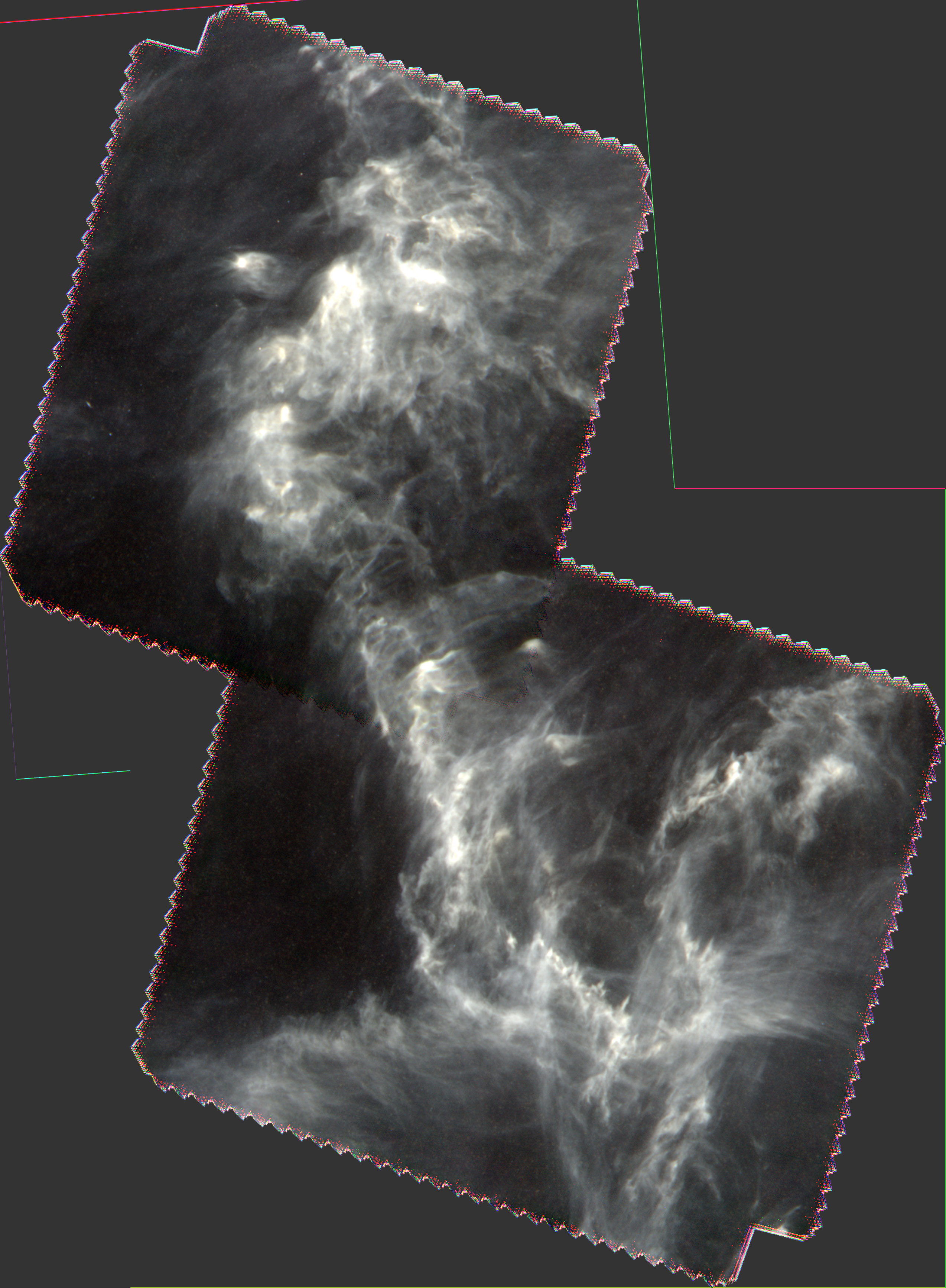
Chamaeleon II und III im fernen Infrarot aufgenommen durch das Herschel-Weltraumteleskop

Das mittlere Alter der Sterne in Chamaeleon II beträgt 1–2 Myr Eine Studie mit ALMA zeigte 22 Scheiben um Sterne in Cha II. Bereits erste Untersuchungen mithilfe des Röntgenobservatoriums Uhuru zeigten Röntgenquellen in der Dunkelwolke Chamaeleon II. Mithilfe des Röntgenobervatoriums ROSAT wurden dann im Jahr 1993 etwa 40 Röntgenquellen zugeordnet.

## Dunkelwolke Chamaeleon III
„Chamaeleon III appears to be devoid of current star-formation activity.“

„Chamaeleon III scheint gegenwärtig frei von Sternentstehungs-Aktivtäten zu sein“

 Im Bereich von Cha III gibt es zwei prominente Nebel. Der kleinere wird auch als Thumbprint Nebula und der größere als Talon Nebula bezeichnet.

## Erweiterte Definition
Der Komplex wird mitunterum einen östlichen Teil erweitert, und zusammen mit dem länglichen Dark Doodad Nebula (oder Musca nebula) im Norden dann als Musca-Chamaeleonis Molecular Cloud bezeichnet.
Zwei Stenrassoziationen befinden sich im Vordergrund nahe des Komplexes. Namentlich ε Chamaeleontis (Alter 3–5 Myr, Entfernung 110 parsec) und η Chamaeleontis (Alter 4–8 Myr, Entfernung 97 parsec). Die Eigenbewegung dieser Assoziationen unterscheidet sich von Chamaeleon I and II, jedoch ist  ist unklar ob sie nicht dennoch mit dem Komplex verbunden sind.

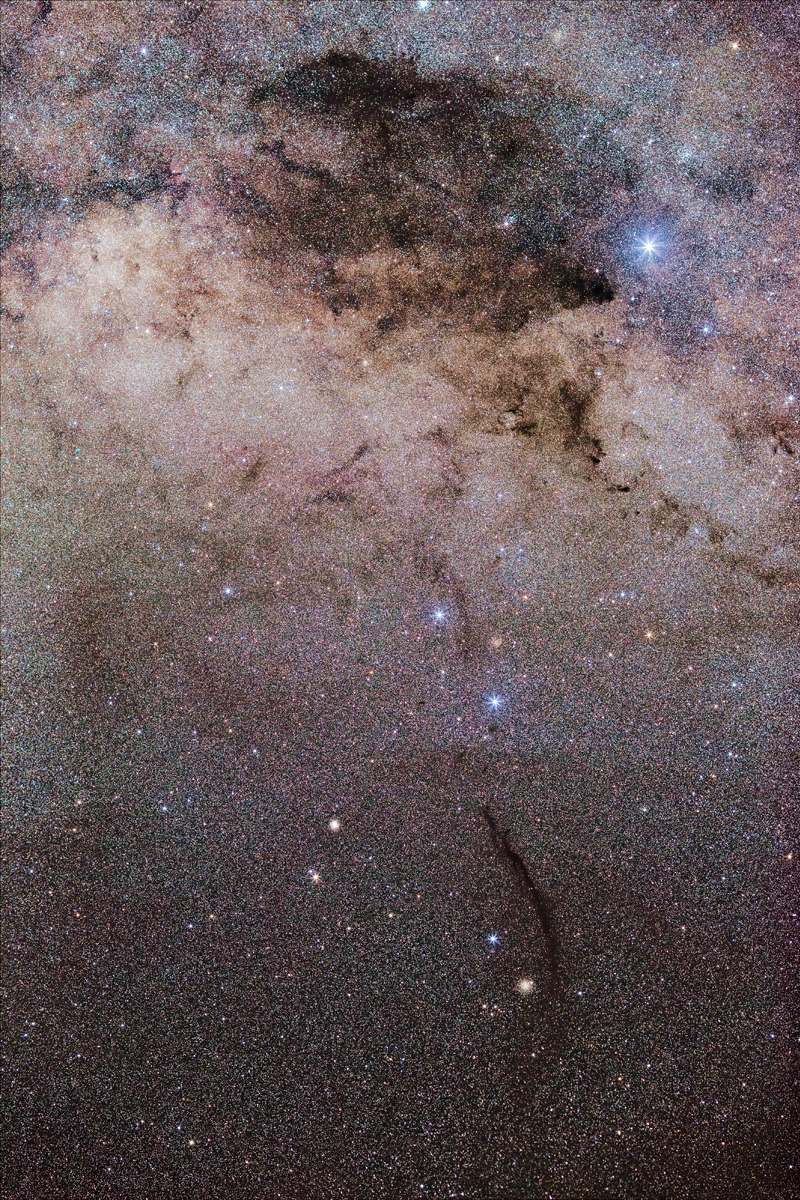
Der markant dünne Doodad Nebula im Sternbild Fliege (Musca) unterhalb des Coalsack Nebula.